# Pelješki kanal
Pelješki kanal je prolaz između puluotoka Pelješca i otoka Korčule. To je najkraći plovni put za brodove koji iz Korčulanskog kanala plove prema Dubrovniku ili dalje na jugoistok. Plovan je za brodove svih veličina. 
Pruža se u smjeru istok–zapad; dug je oko 12 km, širok 1,3 do 2,3 km i dubok do 60 m.
Uz južnu obalu poluotoka Pelješca dubine mora su povoljne i nema značajnijih zapreka, a uz sjevernu obalu otoka Korčule je plitko s nekoliko pličina i manjih otoka. Na zapadnom kraju kanala nalazi se Korčulansko otočje, s 19 otočića i hridi.
U krajnjem jugoistočnom dijelu kanala, uz obalu Korčule, dvadesetak je otočića i hridi (Badija, Majsan, Planjak, Vrnik i dr.). Najveća su naselja Orebić na pelješkoj strani i Korčula na korčulanskoj strani; povezana su trajektnom linijom Orebić–Dominče.

## Vanjske poveznice
|  | Zajednički poslužitelj ima još gradiva o temi Pelješki kanal |